# Ouerre
Ouerre település Franciaországban, Eure-et-Loir megyében. Lakosainak száma 785 fő (2022. január 1.). Ouerre Villemeux-sur-Eure községgel határos.

## Népesség
A település népességének változása:
| Lakosok száma | 234  | 385  | 531  | 674  | 670  | 713  | 733  | 734  | 751  | 785  |
|               | 1968 | 1982 | 1990 | 2006 | 2013 | 2015 | 2017 | 2019 | 2020 | 2022 |